# Svovl
Svovl (på latin sulpur, sulphur el. sulfur; på græsk θείον (theion)) er det 16. grundstof i det periodiske system, og har det kemiske symbol S. Svovl tilhører gruppe 16, tidligere også kaldet hovedgruppe 6, i det periodiske system. Dette ikke-metal kan optræde i over 30 forskellige allotropiske former, hvor det mest almindelige er α-formens (rhombisk) citrongule krystaller.

## Egenskaber

### Svovl i talrige skikkelser
|  |

De gule krystaller af α-svovl (alfa-svovl) består af ringformede molekyler med normalt 8 svovl-atomer i ringen (illustrationen til venstre), men også nogle med 7 atomer og enkelte med blot 6 atomer – og man kan skabe specielle former for svovl med 12 og 18 atomer i hvert ringmolekyle. Svovl med 7 atomer i hver ring ligner varianten med 8 atomer i hver ring, men er blot lidt mere mørkegul.
Ved at nedkøle smeltet svovl meget hurtigt, får man en amorf allotrop, kaldet plastisk svovl: Det er et gulbrunt, gummiagtigt stof, hvor røntgenkrystallografiske undersøgelser tyder på, at svovlatomerne danner lange, "spiralsnoede" molekylkæder med otte atomer i hver af spiralens "vindinger". Ved temperaturer under 95 °C omdannes denne form dog til α-formen, normalt i løbet af dage eller timer, men ved hjælp af en katalysator kan det foregå meget hurtigere.
Smeltet svovl har en blodrød farve, og udmærker sig ved, at dets viskositet stiger med temperaturen, når denne er højere end 200° Celsius; det smeltede svovl bliver med andre ord mere "tyktflydende" efterhånden som det varmes op. Denne effekt skyldes, at svovlatomerne danner polymerer, eller lange "kæder" – men når temperaturen når tilstrækkelig højt op, nedbrydes disse polymer-kæder igen, så viskositeten falder, og stoffet bliver mere lindt og tyndtflydende.

### Kemiske egenskaber
Med undtagelse af ædelgasserne kan svovl indgå i kemiske forbindelser med alle andre grundstoffer; heri optræder svovl med oxidationtrinene −2, +2, +4, +6 og i enkelte tilfælde også +1. Svovl kan brænde i atmosfærisk luft med en blålig flamme, hvorved det reagerer med luftens indhold af ilt under dannelse af det stærkt lugtende svovldioxid, SO2. En anden ildelugtende svovlforbindelse er svovlbrinte, H2S, der sammen med organiske svovlforbindelser er "ansvarlig" for lugten af rådne æg. Svovl i sig selv er lugtfri og, når der tales om lugten af svovl, er det oftest H2S eller SO2 der refereres til.
Svovl er uopløseligt i vand, men kan opløses i kulstofdisulfid og i mindre grad i upolære organiske opløsningsmidler som benzen og toluen. Rent svovl udviser hverken syre- eller base-egenskaber.
I kemiske ligninger udelades '8' ofte i 'S8' for at gøre reaktionen mere overskuelig. F.eks.:
16Cu + S8 → 8Cu2S
2Cu + S → Cu2S

### Fysiske egenskaber
Svovl leder varme dårligt. Derfor kan man, hvis man holder en svovlkrystal op til øret, høre små knitrelyde. Det skyldes, at varmen fra hånden får de ydre lag af svovlkrystallen til at udvide sig. Naturlige pragteksemplarer af svovlkrystaller skal derfor behandles varsomt.

## Anvendelser
Mens rent svovl bruges i nogle få, specialiserede sammenhænge, indgår svovlforbindelser, især svovlsyre, i utallige industrielle processer, og spiller en afgørende rolle for verdensøkonomien: Et lands udviklingsgrad kan "aflæses" i dets produktion og forbrug af svovlsyre.

### Brug af rent svovl
Svovl bruges i vulkanisering af gummi, hvor svovlet binder sig til forskellige polymerer i gummiet og på den måde "binder" dem sammen til et stivere og mere slidstærkt materiale. Sidst i det 18. århundrede brugte møbelsnedkere stykker af svovl i mosaikker og andet indlagt arbejde – det gik dog hurtigt "af mode" igen, primært på grund af den svovldioxid, der dannedes ved smeltningen af svovlet.
En ny anvendelse for rent svovl er i de såkaldte svovllamper; en lyskilde hvor et plasma af svovl bringes til at lyse ved hjælp af mikrobølger.

### Svovlforbindelser
I 1989 indgik cirka 85% af verdensproduktionen af svovl i fremstillingen af svovlsyre; størstedelen af denne svovlsyre gik til fremstillingen af gødning, og herudover bruges der svovlsyre i olieraffinering, behandling af spildevand samt i udvindingen af en række råmaterialer fra mineraler. Andre svovlforbindelser indgår i rengøringsmidler, svampe-dræbende midler, farvestoffer samt i en række kemikalier, der bruges i landbruget. Til fotografier baseret på sølv bruger man natrium- og ammoniumthiosulfat som "fiksermiddel", og sulfitter bruges til at blege papir og som konserveringsmiddel til tørret frugt.

## Svovl i biologien
Svovl spiller en afgørende rolle for alle levende celler; for visse bakterier er svovlforbindelser "mad", og hos alle organismer, der ånder ilt, indgår svovl i enzymer, der er ansvarlige for håndteringen af dette stof. Planter optager svovl i form af sulfationer, der reduceres til sulfider.
Hos både planter og dyr indgår svovl i aminosyrerne cystein og methionin, og dermed også i alle de polypeptider, proteiner og enzymer, der indeholder disse aminosyrer. De svovlholdige syrer homocystein og taurin har en lignende struktur, men DNA-"sproget" omfatter ikke disse syrer.
Disulfidbindinger mellem cystein i forskellige peptidkæder spiller en vigtig rolle for proteiner og den måde, de former sig på: Bindingerne knytter peptidkæderne sammen og gør proteinet mere modstandsdygtigt – for eksempel skyldes fjer og hårs store mekaniske styrke og ufordøjelighed i høj grad disse disulfidbindinger. Fugleæg er rige på svovl, netop fordi dette stof skal bruges i den kommende fugls fjerdragt.

## Svovl i miljøet
Fossile brændsler indeholder en vis mængde svovl, om end man forsøger at rense dette svovl ud af petrokemiske produkter. Når de brændes af for at udvinde energi, danner svovlet svovldioxid, som følger de øvrige forbrændingsprodukter ud via skorstenen: Svovldioxidet opløses i den atmosfæriske luft og i det vand, luften indeholder (skyer m.v.), og udgør her en væsentlig bestanddel af smog. Svovldioxid omdannes desuden til svovlsyre, som bidrager til forsuring af blandt andet landbrugsjord.

## Forekomst og udvinding
Man kan finde aflejringer af rent svovl omkring varme kilder og i områder med vulkansk aktivitet mange steder i verden, specielt i "ildringen" omkring Stillehavet: Sådanne vulkanske aflejringer af svovl udvindes ved minedrift i Indonesien, Chile og Japan. Dertil er Sicilien også kendt for sine svovlminer, samt for en gammel metode til udvinding af svovl (se nedenfor).
En anden væsentlig forekomst findes i salthorster omkring den Mexicanske Golf, og i gamle aflejringer fra indtørrede, tidligere vandområder i det østlige Europa og vestlige Asien: Svovlet disse steder menes at komme fra anaerobe bakterier, der nedbryder svovlholdige mineraler, især gips, men det kan dog ikke udelukkes, at svovlet skabes alene af geologiske processer uden biologiens indvirkning.
Svovl udvindes også som et "biprodukt" af råolie og naturgas, som indeholder en vis mængde svovl, der af miljøhensyn fjernes fra det endelige produkt. Der findes en række naturligt forekommende, svovlholdige mineraler, herunder sulfider som pyrit (jernsulfid), cinnober (kviksølvsulfid), blyglans (blysulfid), zinkblende (zinksulfid) og stibnit (antimonsulfid), samt sulfater som gips (calciumsulfat), alunit (kaliumaluminiumsulfat) og tungspat (bariumsulfat).

### Svovl i verdensrummet
De talrige vulkaner på Jupiter-månen Io udspyer store mængder svovl og svovlholdige forbindelser, som siden udfældes på overfladen og giver anledning til denne Jupitermånes røde, gule, sorte og hvide farver. På Jordens egen Måne findes et mørkt område nær krateret Aristarchus, som måske er en aflejring af svovl.
Svovl er også en bestanddel af mange typer meteoritter: Almindelige kondritter indeholder i gennemsnit 2,1% svovl, hvorimod kulstofkondritter kan indeholde helt op mod 6,6%. Svovlet i disse meteoritter findes som regel udelukkende i form af jernsulfid (FeS), men undertiden også i form af andre sulfider. I kulstofkondritterne kan svovlet optræde som frit svovl, som sulfater og muligvis også i andre kemiske forbindelser.

### Udvinding
Svovl udvindes primært ved to metoder: Den sicilianske metode og Frasch-processen.
Ved den sicilianske metode stables svovlmineralerne fra minerne i murede kiln-ovne, sådan at der er rigelig luft mellem mineralblokkene. Øverst på bunken anbringes pulveriseret svovl, som antændes, og varmen fra denne ild smelter svovlet ud. Ovnen er opstillet på en skråning, så det smeltede svovl løber ud ved det laveste punkt, hvor det opsamles i en spand af træ.
Til Frasch-metoden bruges tre koncentriske rør; det ene inde i det andet. I det yderste rør flyder der varmt vand ved højt tryk, som smelter svovlet, mens der fra det inderste strømmer varm, komprimeret luft ind i svovlet i det "mellemste" rør. Svovlet presses ud som et "skum", som er op imod 99½% rent og, modsat produktet fra den sicilianske metode, ikke behøver yderligere rensning.
En tredje metode, Claus-processen, bruges til at fjerne svovl fra fossile brændsler.

## Historie
Svovl har været kendt siden forhistorisk tid, og omtales i Skabelsesberetningen i Bibelen. Kineserne kendte til svovl i det 6. århundrede f.Kr.; i Hanzhong fandtes naturligt forekommende svovl, som kineserne kaldte for shiliuhuang, og i det 3. århundrede f.Kr. fandt de ud af at udvinde svovl fra pyrit. Kineserne studerede stoffets brændbarhed og reaktion med visse metaller, men de første praktiske anvendelser var i traditionel kinesisk medicin. En militær afhandling fra Song-dynastiet beskriver i 1044 forskellige opskrifter på krudt, bestående af varierende mængder af salpeter, carbon og svovl. De tidlige alkymister gav svovl et symbol i form af en trekant i toppen af et kors.
I 1777 overbeviste Antoine Lavoisier sin videnskabelige samtid om, at svovl er et grundstof, ikke en kemisk forbindelse.

## Isotoper af svovl
Naturligt forekommende svovl består af de fire stabile isotoper 32S (94,99 %, 34S (4,25%), 33S (0,75%) og 36S (0,01%). Derudover kender man 20 radioaktive isotoper, hvoraf 35S har den længste halveringstid med 87,51 døgn – de øvrige radioisotoper har halveringstider fra knap 3 timer og derunder. Dertil kendes der en metastabil kerne-isomer: 43mS 
35S-isotopen anvendes i biokemien til mærkning af protein - typisk i form af aminosyrerne 35S-methionin og/eller 35S-cystein.